# Lycia siberica
Lycia siberica là một loài bướm đêm trong họ Geometridae.